# Beverungen
Beverungen (pronunciación en alemán: /ˈbeːvəˌʁʊŋən/ⓘ) es una ciudad del Distrito de Höxter, en el estado de Renania del Norte-Westfalia, Alemania. Se encuentra a la orilla del río Weser, en la región conocida como tierra de Oberwälder. 

## Comunidades
Está constituida por las siguientes comunidades:
- Beverungen
- Amelunxen
- Blankenau
- Dalhausen
- Drenke
- Haarbrück
- Herstelle
- Jakobsberg
- Rothe
- Tietelsen
- Wehrden
- Würgassen

## Historia
Los primeros documentos que citan este nombre datan del siglo IX. Alrededor del año 1300, el obispo Bernhard of Paderborn empezó la construcción de un castillo. La villa consiguió sus derechos de ciudad en 1417. La peste bubónica asoló la ciudad el año 1626, durante la guerra de los Treinta Años. Durante la Segunda Guerra Mundial un subcampo del campo de concentración de Flossenbürg está localizado en esta ciudad.